# Màcula retinal
La màcula (retinal) (del llatí macula = taca) també anomenada màcula lútia, és la zona de la retina especialitzada en la visió fina dels detalls, ens serveix entre altres coses per poder llegir i distingir les cares de les persones.
En el seu centre hi ha la fòvea òptica.

## Patologia
La degeneració macular és un grup de malalties caracteritzades per la pèrdua de la visió central a causa de la mort o deteriorament de les cèl·lules de la màcula, la més freqüent és la degeneració macular per edat.